# Wilhelm Rosenkrantz
Wilhelm Martin Joachim Rosenkrantz, född 2 mars 1821 i München, död 27 september 1874 i Gries-San Quirino vid Bolzano, var en tysk filosof.
Rosenkrantz blev ministerialsekreterare 1853 och oberapellationsgerichtsrat i München 1867. I sin filosofi var han influerad av Johann Gottlieb Fichte, Friedrich Hegel och i synnerhet Friedrich von Schelling. Inom romantiken intog Rosenkrantz en plats genom att som katolik ville söka sig tillbaka till skolastiken, och genom att i högre grad än de stora romantikerna förena den spekulativa idealismen med den positiva teologin. Han försökte vidareutveckla Schellings filosofi i dess sista, "positiva" form. Han lämnade särskilt en skarpsinnig framställning av kategoriläran. Hans huvudarbete är Wissenschaft des Wissens (I 1866, andra upplagan 1868; II samma år).